# 熊野尾鷲道路
熊野尾鷲道路（くまのおわせどうろ）は、三重県尾鷲市坂場西町の尾鷲南インターチェンジ (IC) から、同県熊野市大泊町の熊野大泊ICへ至る延長18.6キロメートル (km) の自動車専用道路である。近畿自動車道紀勢線に並行する国道42号の自動車専用道路として整備される。
高速道路ナンバリングによる路線番号は、近畿自動車道紀勢線（勢和多気 - 和歌山）を形成するため「E42」が振られる。
ここでは、三重県尾鷲市坂場西町の尾鷲北ICから同県尾鷲市南浦の尾鷲南ICへ至る延長5.4 kmの自動車専用道路である熊野尾鷲道路（II期）についても記述する。

## 概要
尾鷲市と熊野市を結ぶ国道42号と国道311号は雨の多い山間部を通り、土砂災害が発生しやすい構造であるため雨量規制区間が設けられている。大雨などにより通行規制や道路決壊が発生しその度に長時間交通が寸断され、物流や救急搬送に影響を及ぼしてきた。このため、高規格幹線道路として設計されている当道路は異常気象時や災害時などの代替路線として期待されている。
2008年（平成20年）4月20日に尾鷲南IC - 三木里ICが開通。伊勢神宮式年遷宮に間に合わせる形で、2013年（平成25年）9月29日に三木里IC - 熊野大泊IC間が開通。賀田ICについては開通時には尾鷲方面出入口のみのハーフインターチェンジとして供用を開始したが、2014年（平成26年）3月30日に熊野方面出入口も供用開始した。尾鷲南IC - 熊野大泊IC間の開通により、国道42号の矢ノ川峠と佐田坂を回避できるようになり、尾鷲市と熊野市間のアクセスが向上した。なお、2012年度（平成24年度）には尾鷲北IC - 尾鷲南IC間（熊野尾鷲道路（II期））が事業化され、2021年（令和3年）8月29日に開通。設計速度は熊野尾鷲道路が80 km/h、熊野尾鷲道路（II期）が60 km/hであり、分離と簡易分離が混在した暫定2車線であるが、制限速度は簡易分離区間の上限である70 km/hで統一されている。

### 路線データ

#### 熊野尾鷲道路
- 起点 : 三重県尾鷲市南浦
- 終点 : 三重県熊野市大泊町
- 総延長 : 18.6 km
- 規格 : 第1種第3級
- 設計速度 : 80 km/h（制限速度 70 km/h）
- 車線数 : 4車線（暫定2車線）

#### 熊野尾鷲道路（II期）
- 起点 : 三重県尾鷲市坂場西町
- 終点 : 三重県尾鷲市南浦
- 総延長 : 5.4 km
- 規格 : 第1種第4級
- 設計速度 : 60 km/h（制限速度 70 km/h）
- 車線数 : 4車線（暫定2車線）

### 三木里インター線
国道311号から三木里ICへのアクセス道路である三重県道159号三木里インター線の整備が搬入土砂問題で2008年（平成20年）の三木里ICの開通に間に合わなかったため、未開通区間を迂回する林道を片側交互通行により暫定的に使用することになり、当初は熊野尾鷲道路開通の効果があまり出ていなかった。
三木里IC開通から約4年8ヵ月遅れの2012年（平成24年）12月に三木里インター線が全線供用を開始し、これに伴い三木里インター線が雨量規制区間から除外され、尾鷲市街から三木里地区まで雨量規制区間を通る事なく行き来する事が可能となった。

## 道路の位置関係
近畿自動車道紀勢線
（大阪・和歌山方面） - E26 / E42 阪和自動車道 - E42 ※湯浅御坊道路 - E42 阪和自動車道 - E42 紀勢自動車道 - E42 ※すさみ串本道路 - E42 ※串本太地道路 - E42 ※那智勝浦新宮道路 - E42 ※新宮道路 - E42 ※新宮紀宝道路 - E42 ※紀宝熊野道路 - E42 ※熊野道路 - E42 ※熊野尾鷲道路 - E42 紀勢自動車道 - （津・名古屋方面）
※は並行する一般国道自動車専用道路を示す。

## 歴史
- 1996年（平成8年） : 熊野尾鷲道路（尾鷲南IC - 熊野大泊IC間） 事業化。
- 1999年（平成11年）6月 : 尾鷲南IC - 熊野大泊IC間 都市計画決定。
- 2002年（平成14年）12月 : 尾鷲南IC - 熊野大泊IC間 着工。
- 2008年（平成20年）4月20日 : 尾鷲南IC - 三木里IC間開通。
- 2012年（平成24年） : 熊野尾鷲道路(II期)（尾鷲北IC - 尾鷲南IC間） 事業化。
- 2012年（平成24年）11月21日 : 熊野尾鷲道路のインターチェンジ名称が決定[11]。
- 2013年（平成25年）9月29日 : 三木里IC - 熊野大泊IC間開通[2]。
- 2014年（平成26年）3月30日 : 賀田ICがフルIC化（熊野方面出入口供用開始）[3]。
- 2021年（令和3年）8月29日 : 尾鷲北IC - 尾鷲南IC間開通により全線開通[12]。

## インターチェンジなど
- 全区間三重県内に所在。
- IC番号欄の背景色が■である区間は既開通区間に存在する。施設欄の背景色が■である部分は未開通区間または未供用施設を示す。

| E42 紀勢自動車道 名古屋・大阪・伊勢・鳥羽方面 |            |                               |      |                      |        |
| 5                                             | 尾鷲北IC   | 国道425号                     | 0.0  | 名古屋・津方面出入口 | 尾鷲市 |
| 6                                             | 尾鷲南IC   | 国道42号（現道）              | 5.4  | 熊野方面出入口       | 尾鷲市 |
| 7                                             | 三木里IC   | 三重県道159号三木里インター線 | 10.4 |                      | 尾鷲市 |
| 8                                             | 賀田IC     | 三重県道70号賀田港中山線      | 14.7 |                      | 尾鷲市 |
| 9                                             | 熊野新鹿IC | 三重県道737号新鹿佐渡線       | 19.9 |                      | 熊野市 |
| 10                                            | 熊野大泊IC | 国道42号（現道）              | 24.0 |                      | 熊野市 |
| E42 熊野道路 新宮方面                         |            |                               |      |                      |        |

### サービスエリア・パーキングエリア
現在熊野尾鷲道路には休憩施設は設けられていないが、尾鷲南IC附近に尾鷲南パーキングがある。また、熊野新鹿ICに道の駅熊野きのくにが移転される事も計画されていたが、移転した場合鬼ヶ城センターと競合し、道の駅熊野きのくにの運営が民間によって行われていたこともあり、熊野市からの許可が降りず建設出来なかったため実現には至っていない。

## 交通量
24時間交通量（台）道路交通センサス
| 区間                    | 平成22年（2010年）度 | 平成27年（2015年）度 | 令和3（2021）年度 |
| ----------------------- | -------------------- | -------------------- | ----------------- |
| 尾鷲北IC - 尾鷲南IC     | 調査当時未開通       | 調査当時未開通       | 4,179             |
| 尾鷲南IC - 三木里IC     | 2,919                | 9,303                | 9,174             |
| 三木里IC - 賀田IC       | 調査当時未開通       | 7,635                | 7,793             |
| 賀田IC - 熊野新鹿IC     | 調査当時未開通       | 6,629                | 7,015             |
| 熊野新鹿IC - 熊野大泊IC | 調査当時未開通       | 7,976                | 8,478             |

（出典：「平成22年度道路交通センサス」・「平成27年度全国道路・街路交通情勢調査」・「令和3年度全国道路・街路交通情勢調査」（国土交通省ホームページ）より一部データを抜粋して作成）
- 令和2年度に実施予定だった交通量調査は、新型コロナウイルスの影響で延期された[16]。

## トンネル
- 新尾鷲トンネル（尾鷲北IC - 尾鷲南IC） : 718 m
- 泉第1トンネル（尾鷲北IC - 尾鷲南IC） : 343 m
- 泉第2トンネル（尾鷲北IC - 尾鷲南IC） : 310 m
- 尾鷲高峰山トンネル（尾鷲北IC - 尾鷲南IC）: 2,471 m
- 新八鬼山トンネル（尾鷲南IC - 三木里IC） : 3,992 m[17]
- 亥ヶ谷山トンネル（三木里IC - 賀田IC） : 3,197 m[18]
- 逢神曽根トンネル（賀田IC - 熊野新鹿IC） : 2,360 m[18]
- 新鹿トンネル（賀田IC - 熊野新鹿IC） : 734 m[18]
- 大吹トンネル（熊野新鹿IC - 熊野大泊IC） : 3,313 m[18]

## 備考
- 周辺地域はヤマネの生息域であったため専門家による調査が行われ、森林が分断された場所には小動物が移動できるよう木製の筒をロープで連結した「三重のわアニマルパスウェイ」計3本が設置されたほか、トンネルの坑口付近にはヤマネが好む樹木が植樹された[19]。